# Peugeot 907
El Peugeot 907 es un prototipo de automóvil que la marca francesa Peugeot presentó por primera vez en el Salón del Automóvil de París de 2004. Es el segundo Peugeot de la serie 900 después del Peugeot 905. 
Este prototipo se caracteriza por respetar los principios en diseño exterior que Peugeot usó con tanto éxito a lo largo de la  década de los años 2000, es un dos plazas con carrocería cupé gran turismo construida en fibra de carbono, la parte frontal se caracteriza por su gran toma de aire central del motor. Otra de las señas de identidad de este gran turismo es la cubierta transparente que tiene sobre el capó y que la une con la consola central del interior, y la cubierta deja al descubierto las doce "trompetas" de admisión de cada uno de los cilindros, que se abren con mayor o menor intensidad dependiendo de la fuerza con la que se pisa el acelerador. 
Su motor a gasolina es un V12 (de código interno ES2) de 5,9 litros de cilindrada, creado a partir de la unión de dos motores V6 de 2,9 litros (ES9). Con una revisión de la distribución que permite una mayor velocidad de giro del motor, este produce 500 CV de potencia máxima a 6500 rpm; y 620 Nm de par motor, a 3750 rpm.  El 907 tiene unos escapes situados lateralmente por detrás del eje delantero, un detalle parecido con el Mercedes-Benz SLR McLaren. Pese al éxito que obtuvo en los diversos salones en los que fue expuesto, el 907 no tuvo finalmente un relevo comercial. 
Se especuló sobre su producción con una posible serie limitada de 50 unidades, pero finalmente la propuesta fue desestimada. En el momento de su presentación los rivales teóricos del 907 eran el Aston Martin Vanquish S y el Ferrari 575M Maranello. Este prototipo es uno de los más potentes de los creados por la marca Peugeot, solo superado por los prototipos Peugeot Proxima (1986) y Peugeot Oxia (1988), con  motores basados en la sobrealimentación extrema mediante turbocompresores.  

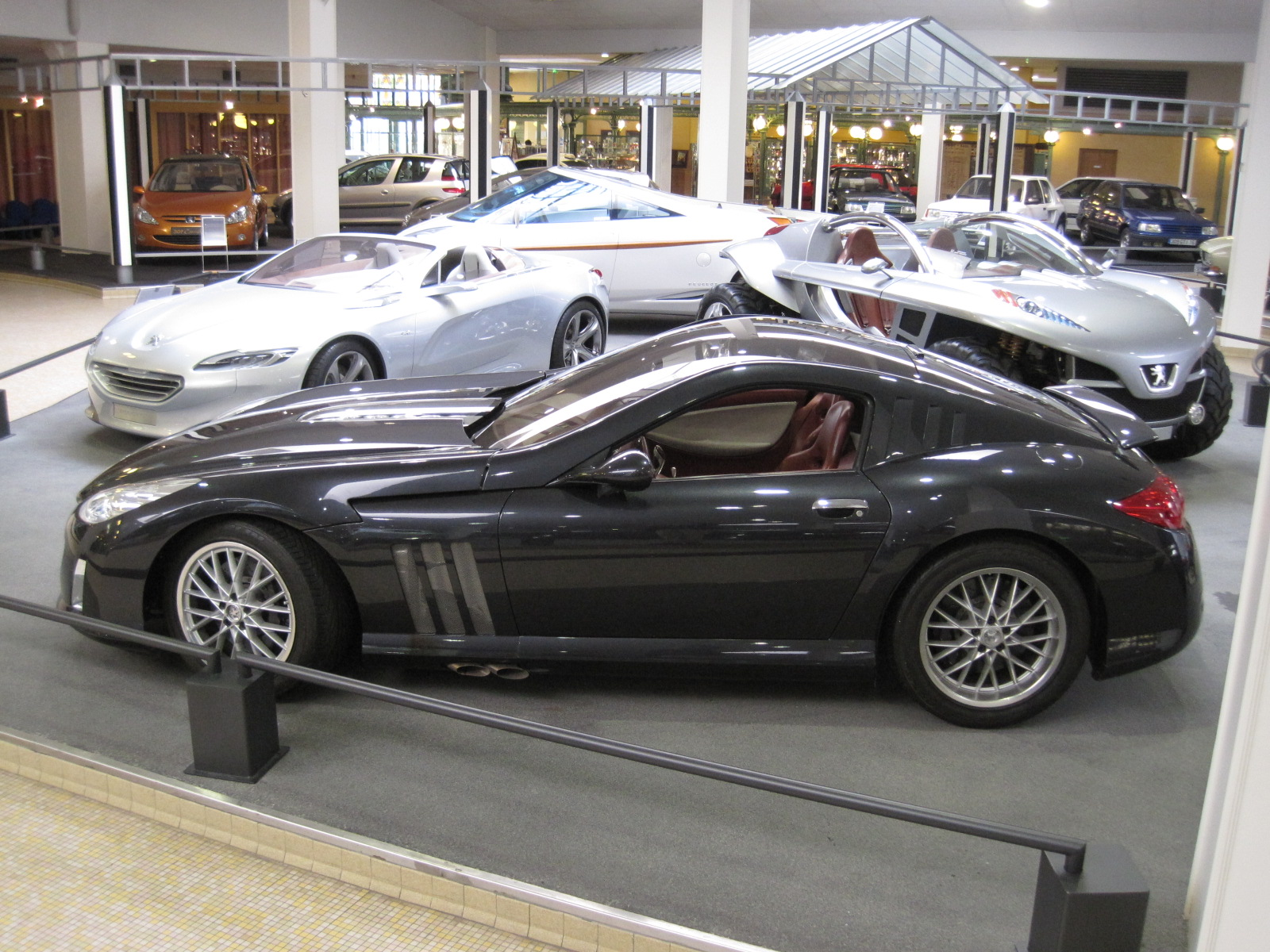
Vista lateral del Peugeot 907.

## Especificaciones

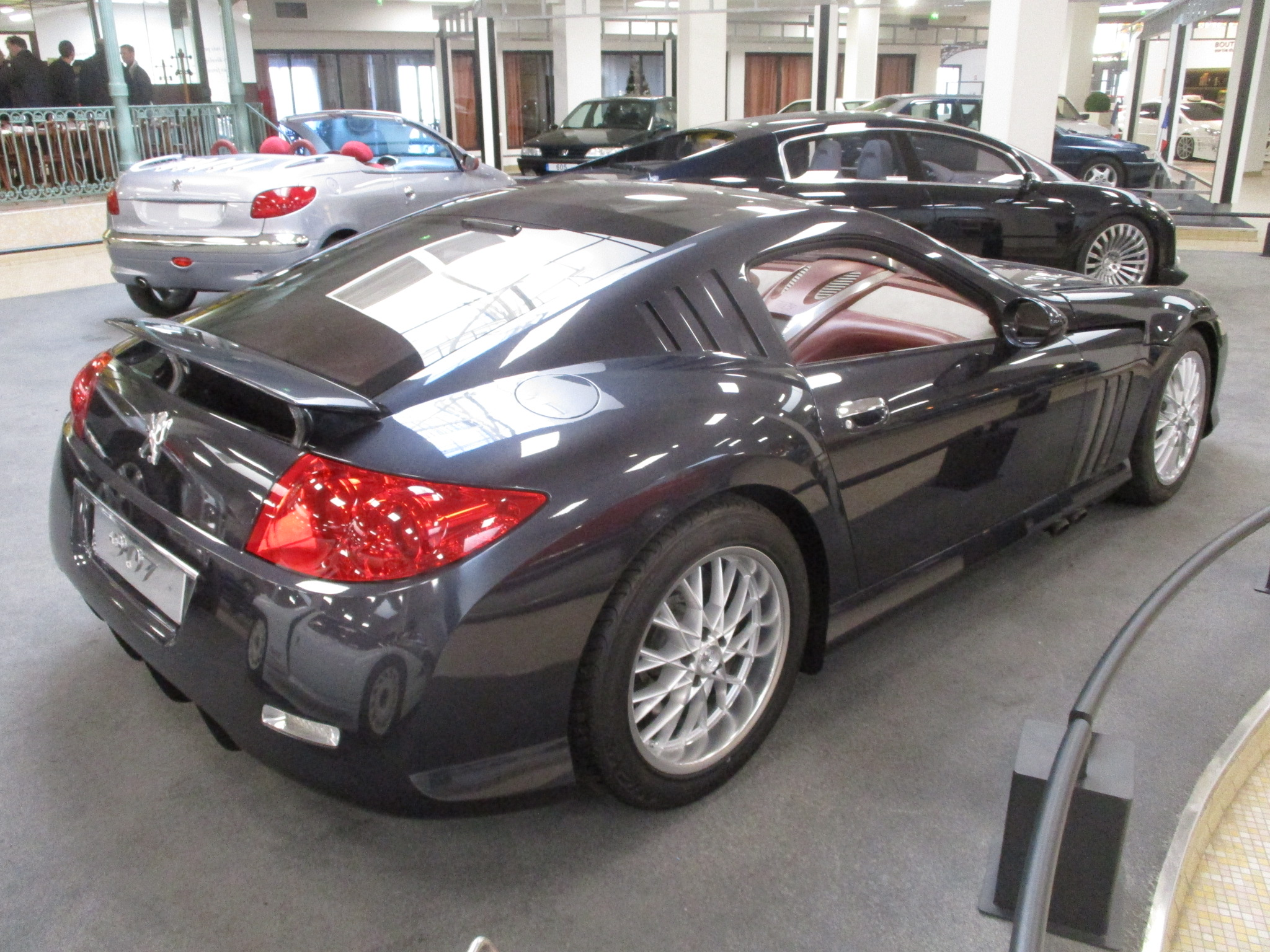
Vista posterior del Peugeot 907.

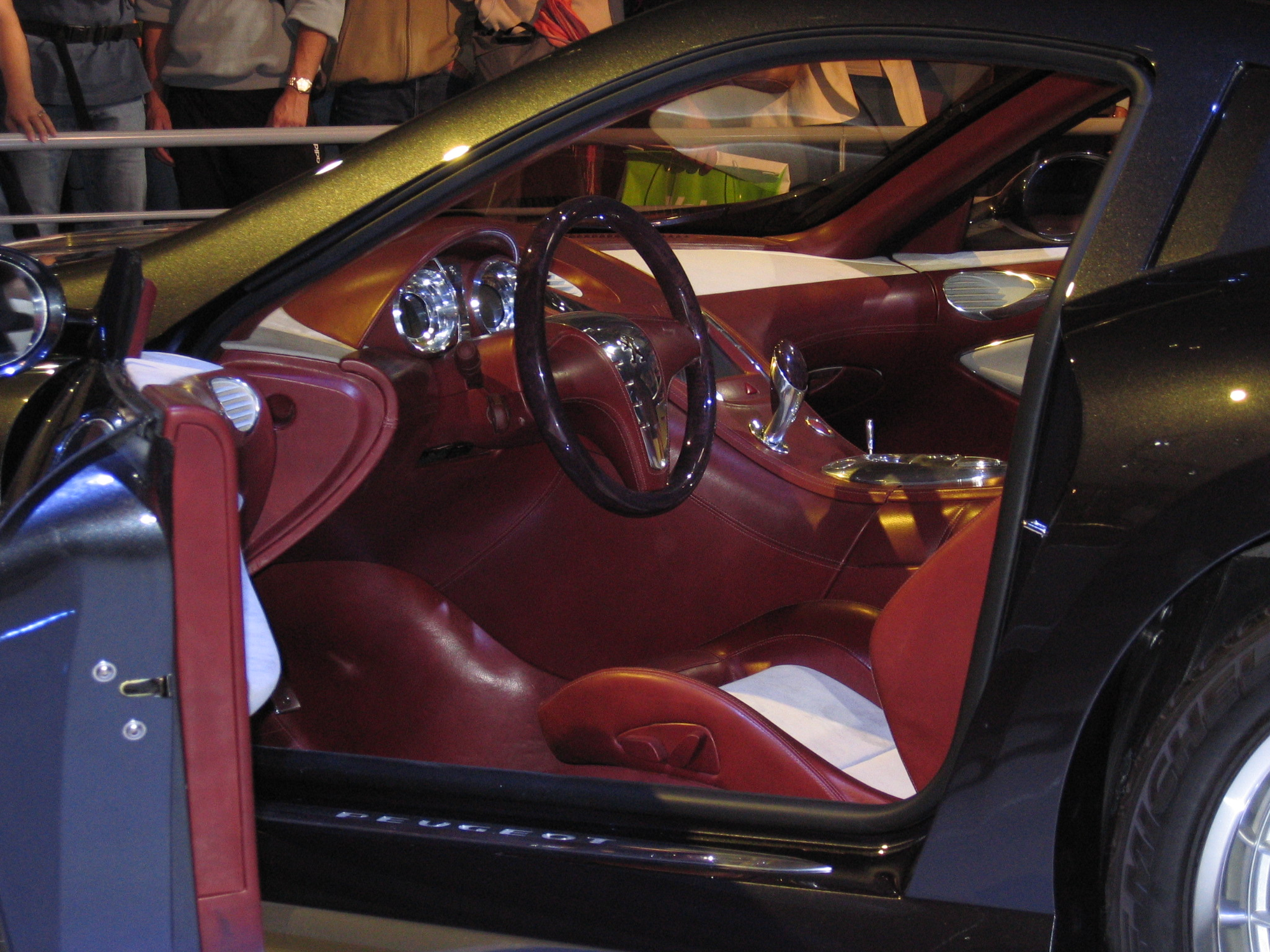
Interior del Peugeot 907.

### Motor
- Posición: delantero central longitudinal
- Cilindros: 12 en V (ángulo de 60°)
- Cilindrada: 5892 cc
- Potencia máxima: 500 CV (368 kW) a 6500 rpm
- Potencia específica: 84,86 CV/L
- Par máximo: 63,3 mkg (620 Nm) a 3750 rpm
- Par específico: 10,74 mkg/L
- Régimen máximo: 7000 rpm
- Velocidad máxima: más de 300 km/h

### Transmisión
- Tipo: propulsión trasera
- Embrague: monodisco en seco pilotado
- Caja de cambios: secuencial de 6 velocidades

### Carrocería
- Estructura: monocasco de fibra de carbono
- Tipo: cupé dos puertas
- Coeficiente Cx: no disponible
- Número de plazas: 2

### Neumáticos
- Neumáticos delanteros: Michelin 275/40-18
- Neumáticos traseros: Michelin 345/35-18